# 6-os busz (Balassagyarmat)
A balassagyarmati 6-os jelzésű autóbusz hétvégén és ünnepnapokon a Kenessey Albert Kórház és a Mahle Kft. között közlekedik. A járatot a MÁV Személyszállítási Zrt. üzemelteti.

## Története
A 2015-ös menetrend alapján munkanapokon a Volán telep és az Autóbusz-állomás között közlekedett, tanítási napokon a Huszár Aladár úti forduló és a Kenessey Albert Kórház között, szabad- és munkaszüneti napokon pedig az Autóbusz-állomás és a Szabó Lőrinc iskola között közlekedett. 

## Járművek
Munkanapokon Ikarus 415 és MAN SL 223, tanszünetben, munkanapokon csak Ikarus 415, szabad- és munkaszüneti napokon Volvo 7000 busz közlekedik a vonalon.

## Útvonala
| Mahle Kft. felé | Kenessey Albert Kórház felé |
| --- | --- |
| Kenessey Albert Kórház – Rákóczi fejedelem út – Civitas Fortissima tér – Rákóczi fejedelem út – Kóvári út – Ady Endre út – Hétvezér utca – Batthyány utca – Horváth Endre utca – Mártírok útja – Nyírjesi út – Szügyi út – Volán telep – Mahle Kft. | Mahle Kft. – Volán telep – Szügyi út – Nyírjesi út – Mártírok útja – Horváth Endre utca – Batthyány utca – Hétvezér utca – Ady Endre út – Kóvári út – Rákóczi fejedelem út – Civitas Fortissima tér – Rákóczi fejedelem út – Kenessey Albert Kórház |

## Megállóhelyei
| 6 (Kenessey Albert Kórház-Mahle Kft.) |                                   |          |                                  | |
| Perc (↓)                              | Megállóhely                       | Perc (↑) | Átszállási kapcsolatok           | Létesítmények |
| 0                                     | Kenessey Albert Kórház végállomás | 20       | 1, 4, 5, 7, 7A, 8                | Dr. Kenessey Albert Kórház-Rendelőintézet |
| 1                                     | Arany János utca                  | 19       | 1, 4, 5, 5A, 7, 7A, 8, 8A        | Nyitnikék Óvoda |
| 2                                     | Dózsa György utca                 | 18       | 1, 4, 5, 5A, 7, 7A, 8, 8A}       | |
| 4                                     | Hunyadi utca                      | 16       | 1, 2, 4, 5, 5A, 6B, 6C, 7, 7A, 8 | Mikszáth Kálmán Művelődési Központ, Salgótarjáni Szakképzési Centrum Szent-Györgyi Albert Gimnáziuma, Szakgimnáziuma és Szakközépiskolája, piac, SPAR áruház, OTP Bank |
| 5                                     | Civitas Fortissima tér            | 15       | 1, 3B, 4, 5, 5A, 6B, 6C, 7, 8    | Városháza, Vármegyeháza, Jánossy Képtár |
| 7                                     | Malom                             | 13       | 5, 5A, 6C, 7, 8                  | |
| 8                                     | Madách Liget                      | 12       | 5, 5A, 6C, 7, 8                  | |
| 9                                     | Kecskeliget                       | 10       | 5, 5A, 6C, 7, 8                  | Nógrád Vármegyei Szakképzési Centrum Mikszáth Kálmán Technikum és Szakképző Iskola, Pannónia Motorkerékpár Múzeum                                                      |
| 11                                    | Klapka György utca                | 9        | 5, 5A, 6C, 7, 8                  | |
| 12                                    | Vak Bottyán utca                  | 8        | 5, 5A, 6C, 7, 8                  | |
| 13                                    | Ruhagyár                          | 7        | 3, 5, 5A, 6A, 6B, 6C, 7, 8       | An-Ro Ruha Kft. |
| 14                                    | Erdőgazdaság                      | 6        | 3, 5, 5A, 6B, 6C, 7, 8           | |
| 15                                    | Mártírok útja                     | 5        | 3, 5, 5A, 6C, 7, 8               | |
| 16                                    | Nyírjesi úti óvoda                | 4        | 3, 5, 5A, 6C, 7, 8               | Játékvár Óvoda |
| 17                                    | Nyírjesi úti elágazás             | 2        | 6                                | |
| 19                                    | Volán-telep                       | 1        | 6A, 6B, 8, 8A, 8B                | Autóbusz-garázs |
| 20                                    | Mahle Kft. végállomás             | 0        | 6, 6B, 8A                        | MAHLE Compressors Hungary Kft., PARAT Technology Hungary Kft. |

## Külső hivatkozások
- A Nógrád Volán weboldala. [2014. december 30-i dátummal az eredetiből archiválva].
- Valósidejű utastájékoztatás. Nógrád Volán. [2018. augusztus 21-i dátummal az eredetiből archiválva]. (Hozzáférés: 2016. október 8.)